# SAZAS letna lestvica slovenskih skladb 1999
SAZAS letna lestvica najbolj predvajanih slovenskih skladb 1999, ki vključuje le domače izvajalce za dve TOP 50 lestvici: reparticijski razred 100 (nacionalni radio) in razred 110 (komercialne postaje).

## Kategorija
Celotna lestvica obeh kategorij obsega Top 50 slovenskih skladb leta 1999.
| Mesto | Naslov                   | Izvajalec               |
| ----- | ------------------------ | ----------------------- |
| 1     | "Ti si se bal"           | Lara Baruca             |
| 2     | "Še tisoč let"           | Darja Švajger           |
| 3     | "Sončni žarek"           | Čuki                    |
| 4     | "Zakaj"                  | Tinkara Kovač           |
| 5     | "Silvia"                 | Magnifico               |
| 6     | "Nekaj lepega je v meni" | Nuša Derenda            |
| 7     | "Ko hodiš nad oblaki"    | Dan D                   |
| 8     | "Ko je ni"               | Flirt                   |
| 9     | "Igra je končana"        | Irena, Damjana in Sanja |
| 10    | "Sam en majhen poljub"   | Peter Lovšin            |

| Mesto | Naslov                         | Izvajalec        |
| ----- | ------------------------------ | ---------------- |
| 1     | "Ko je ni"                     | Flirt            |
| 2     | "Ustavil bi čas"               | California       |
| 3     | "Poletja ne bo"                | MZ Hektor        |
| 4     | "Od višine se zvrti"           | Vlado Kreslin    |
| 5     | "Greva punca v južne kraje"    | Peter Lovšin     |
| 6     | "Cela ulica nori"              | Kingston         |
| 7     | "Pravljica o mavričnih ljudeh" | Šank Rock        |
| 8     | "Še je čas"                    | Martin Krpan     |
| 9     | "Sijaj"                        | Aleksander Novak |
| 10    | "V tebi izgorim"               | Dan D            |